# Gunnar Aschan
Gunnar Knutsson Aschan, född 25 februari 1916 i Maria Magdalena församling i Stockholm, död 30 augusti 1995 i Linköpings Sankt Lars församling, var en svensk överläkare.
Aschan disputerade 1948 vid Uppsala universitet och var 1972–1982 professor i otorhinolaryngologi vid Linköpings universitet. Aschan var ledamot av Kungliga Vetenskapssamhället i Uppsala och från 1972 sakkunnig vid Medicinska forskningsrådet. 
Han tillhörde den borgerliga släkten Aschan från Östergötland och  är begravd på Norra begravningsplatsen i Solna.